# Arquivo de Filmes Iugoslavos
O Arquivo de Filmes Iugoslavos (em sérvio: Југословенска кинотека / Jugoslovenska kinoteka) é uma cinemateca localizada em Belgrado, capital da Sérvia. Fundada em 1949, foi a cinemateca nacional da Iugoslávia e atualmente da Sérvia. O principal cinema operado pelo Arquivo de Filmes da Iugoslávia tem o nome de Dušan Makavejev. 

## História
O Arquivo de Filmes da Iugoslávia foi fundado pelo Comitê de Cinema da República Popular Federal da Iugoslávia em 1949. 
Durante o bombardeamento da Iugoslávia pela OTAN em 1999, a coleção do arquivo esteve ameaçada, mas foi salva com sucesso.  O diretor italiano Bernardo Bertolucci escreveu um apelo para que o Arquivo fosse poupado durante o bombardeio.  
Após a restauração, o novo edifício principal do Arquivo foi inaugurado oficialmente em 2011 e em 2014 foi aberto ao público. 

## Coleção
A coleção de filmes contém mais de 100.000 cópias de filmes de várias produções nacionais, de todos os gêneros, mudos e sonoros, em preto e branco e coloridos, tanto de nitrato quanto de acetato.   Cerca de 85% de todo o acervo cinematográfico é composto por material cinematográfico estrangeiro, incluindo alguns anteriormente considerados perdidos, o que torna o arquivo particularmente interessante para arquivistas e pesquisadores de cinema do mundo todo.
O Fundo de Cinema Iugoslavo salvou o material de arquivo e documentários mais importantes relacionados com o território da antiga Jugoslávia, começando pelo filme mais antigo existente no país, A Coroação do Rei Pedro I, de 1904 até à sua restauração em 1992.  A coleção de filmes iugoslavos inclui mais de 90% da produção desde a Segunda Guerra Mundial. A maioria dos filmes tem proteção contra cópia (duas cópias por título). O acervo cinematográfico está em constante crescimento por meio de depósitos de filmes produzidos e distribuídos no país, compartilhamento com outros acervos cinematográficos e por meio de compras e doações de pessoas físicas e instituições. 
O acervo fotográfico de arquivo contém aproximadamente 250.000 imagens identificadas (e muitas não processadas) de produções cinematográficas locais ou estrangeiras, retratos de trabalhadores do cinema e outros participantes da indústria cinematográfica. A coleção de documentos e material cinematográfico escrito contém todos os tipos de documentos, cartas, contratos, roteiros originais e outros materiais relevantes para a história e o estudo do cinema nacional. 
O acervo arquivístico contém pôsteres de filmes (produções nacionais e estrangeiras) e festivais de cinema. O Arquivo processou cerca de 15.000 cartazes e cerca de 200.000 materiais não identificados e não tratados. A tarefa prioritária é a proteção de cartazes relacionados com filmes nacionais. 